# Sandy Island (přízračný ostrov)
Sandy Island (někdy označen francouzsky Île de Sable) byl ostrov, který měl ležet v Korálovém moři mezi Austrálií a Novou Kaledonií a který se v průběhu několika stovek let objevoval na nejrůznějších mapách.

## Problémy s existencí
Google Maps zobrazovaly ostrov až do 26. listopadu 2012, kdy byl odstraněn. Na standardním pohledu Google Earth je ostrov zakryt černými pixely, ale archivovaná galerie obsahuje satelitní obrázek jižní části vytvořený DigitalGlobe ze 3. března 2009, který ukazuje tmavé moře.
Nadšenci z řad radioamatérů během DX-pedice v březnu 2010 prokázali, že ostrov neexistuje. Povšimli si, že ostrov je na některých mapách zobrazen, na jiných – například v desátém vydání Times Atlas of the World z roku 1999 – však chybí.

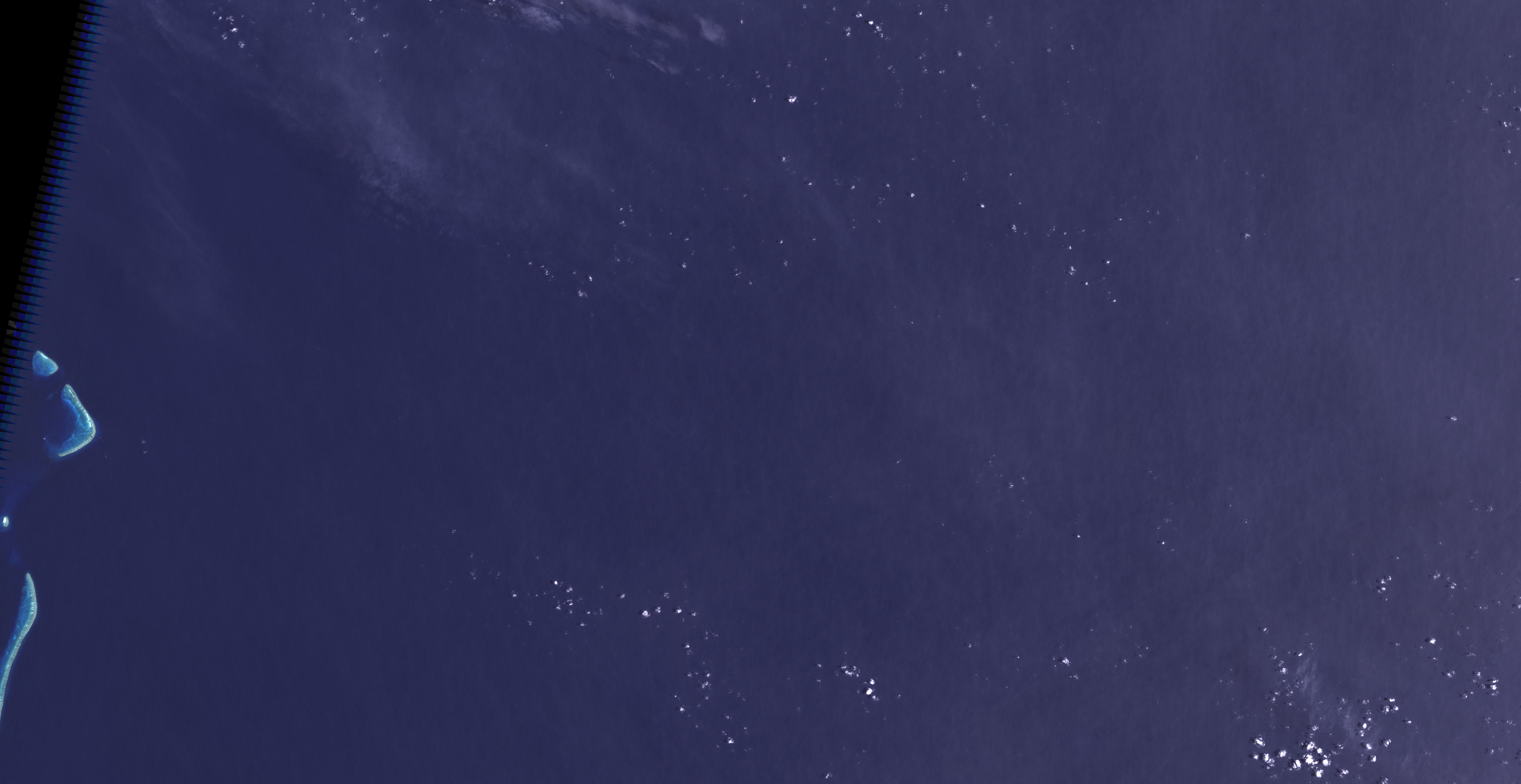
Očekávané umístění Sandy Island na satelitním snímku projektu Landsat. Na západě jsou viditené Chesterfieldovy ostrovy

Neexistence ostrova byla opětovně zjištěna 22. listopadu 2012 australskými vědci na palubě lodi RV Southern Surveyor, kteří v oblasti studovali deskovou tektoniku. Během plavby si všimli nesrovnalostí v různých mapách a rozhodli se doplout na předpokládané místo výskytu a vše prověřit. Nic nenašli a navigační příručky ukázaly hloubku 1 400 m. Prohlásili, že propluli skrze domnělý ostrov a při tom zjistili, že: „Ve skutečnosti není oceánské dno blíže, než 1 300 m pod hladinou moře…“.
Hydrografická služba australského námořnictva oznámila, že zakreslení ostrova jako past na ochranu autorských práv (tzv. papírové město) není obvyklou praktikou při tvorbě námořních map a jeho objevení označila jednoduše za lidskou chybu.
Kdyby ostrov existoval, ležel by ve francouzských teritoriálních vodách.